# Filialkirche St. Leonhard an der Saualpe

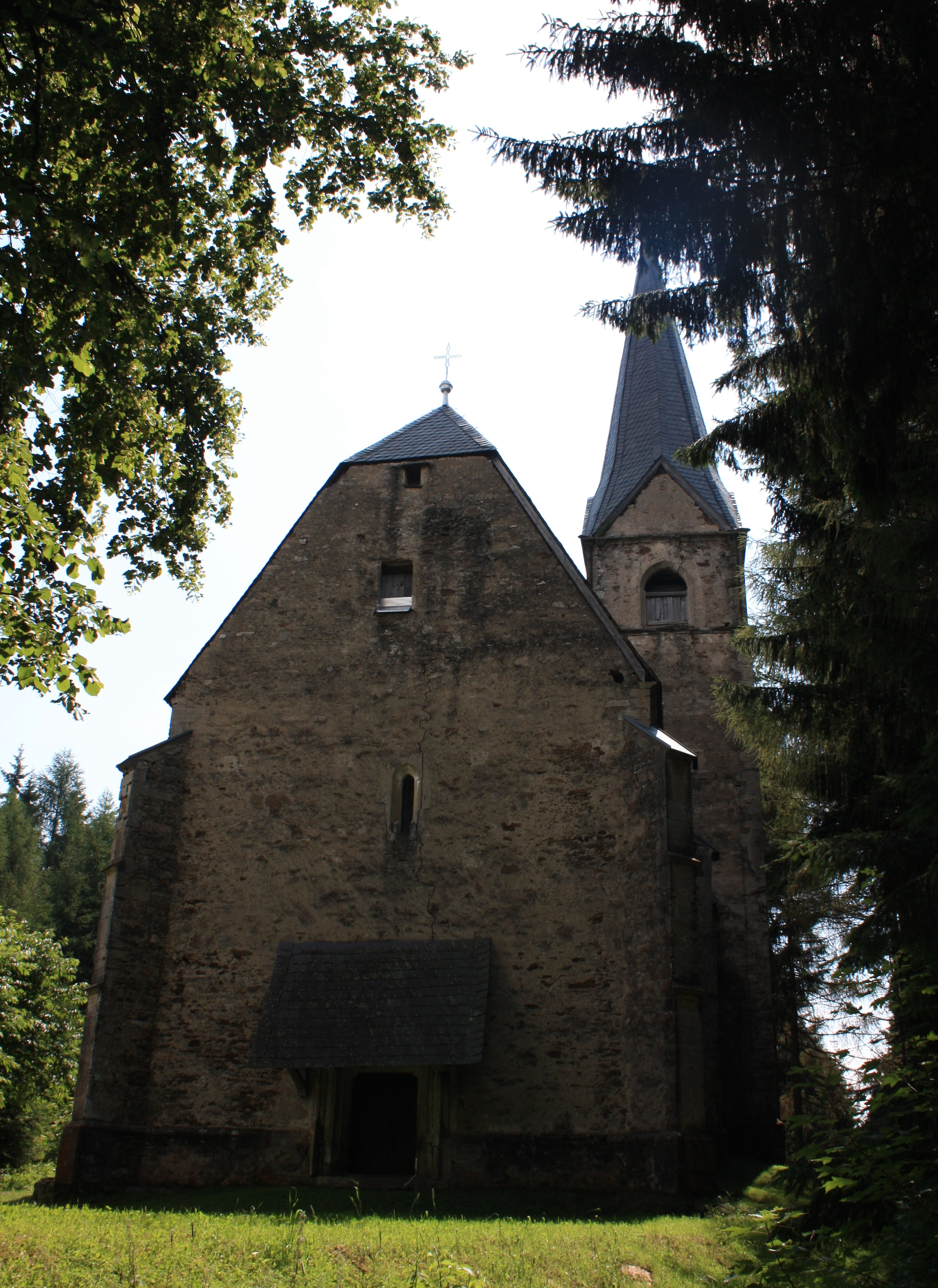
Filialkirche St. Leonhard an der Saualpe

Die römisch-katholische Filialkirche St. Leonhard an der Saualpe steht in der Ortschaft St. Leonhard an der Saualpe in der Katastralgemeinde Wölfnitz in der Marktgemeinde Griffen in Kärnten.
Die Filialkirche der Pfarrkirche Wölfnitz an der Saualpe steht gemeinsam mit einer Mesnerkeusche in einer Waldlichtung in 1218 Meter Höhe am Südhang der Saualpe. Die erste urkundliche Erwähnung fand die Kirche 1351 anlässlich einer Schenkung der Weißenegger.
Das spätgotische Kirchenschiff wurde in der zweiten Hälfte des 15. Jahrhunderts errichtet, während der an der Südseite des Langhauses eingestellte Turm noch von einem gotischen Vorgängerbau stammt. Der Turm ist durch Runddienste an den Ecken des Glockengeschoßes verziert und wird von einem achtseitigen Spitzhelm bekrönt. Die Glocke wurde 1555 von Urban Fiering gegossen. Das Langhaus wird von dreistufigen Strebepfeiler, der Chor von zweistufigen Wandvorlagen gestützt. Der Chor besitzt drei Maßwerkfenster. Das West- und das Nordportal sind spätgotisch profiliert, das Nordportal weist eine eisenbeschlagene Tür mit Schießlöchern auf.
Über dem dreijochigen Langhaus erhebt sich ein Netzrippengewölbe über runden Wanddiensten. Von der Nordwand führt ein profiliertes Portal ins kreuzrippengewölbte Turmerdgeschoß. Die darüber befindliche spitzbogige Öffnung war wohl das Tor zum Dachboden des Vorgängerbaues. Von den zwei schmalen Maßwerksfenstern im Langhaus ist das südliche vermauert. Ein spitzbogiger Triumphbogen verbindet das Langhaus mit dem zweijochigen Chor mit Fünfachtelschluss. Im Chor ruht ein Netzrippengewölbe über polygonalen Diensten. Von der Chorsüdwand führt ein gotisches Portal in die Sakristei.
Der barocke Hochaltar von 1675 füllt den Chor in voller Höhe aus. Der Altar besteht aus einer Triumphbogenarchitektur über einen predellenartigen Sockel und einer kleinen Ädikula mit seitlichen Muschelnischen als Aufsatz. Im Hauptgeschoß steht die Statue des heiligen Leonhard zwischen den Bischöfen Norbert und Servatius. Das Aufsatzbild zeigt eine Kreuzigung mit einer knienden Magdalena und wird von zwei Heiligenfiguren der Maria Magdalena und Maria Salome umgeben. An der Altarrückseite ist ein Vera-Icon-Gemälde von 1849 angebracht.
Am linken Seitenaltar von 1697 wird eine Madonnenstatue von den Figuren der Heiligen Lucia und Barbara flankiert. Das Altarblatt des Dreifaltigkeitsaltars aus dem ersten Viertel des 17. Jahrhunderts stellt die Not Gottes und Engel mit Leidenswerkzeugen dar. Weiters birgt die Kirche eine um 1430 entstandene Leonhardstatue.